# مرحله گروهی لیگ قهرمانان اقیانوسیه ۲۰۲۵
مرحله گروهی لیگ قهرمانان اقیانوسیه ۲۰۲۵ از ۳۰ مارس تا ۶ آوریل ۲۰۲۵ برگزار خواهد شد. در مجموع ۸ تیم در مرحله گروهی برای تعیین چهار سهمیه در مرحله حذفی لیگ قهرمانان اقیانوسیه ۲۰۲۵ با یکدیگر رقابت خواهند کرد. پس از برنامه‌ریزی اولیه برای میزبانی توسط فیجی، اواف‌سی اعلام کرد که جزایر سلیمان به دلیل کمبود مکان‌های موجود در فیجی میزبان مسابقات خواهد بود.

## قرعه کشی
قرعه کشی مرحله گروهی در مقر اواف‌سی در اوکلند، نیوزیلند در ۱۱ دسامبر ۲۰۲۴ انجام شد. ۸ تیم در دو گروه چهار تیمی قرار گرفتند. در زمان قرعه کشی همه تیم‌ها مشخص نبودند.
| صعودکننده‌های مستقیم                                                                        | برنده گروه مقدماتی |
| ------------------------------------------------------------------------------------------ | ------------------ |
| - روا - تیگا اسپورت - اوکلند سیتی - هیکاری یونایتد - سنترال کوست - پیرائه - ایفیرا بلک برد | - توپاپا مارائرنگا |

## فرمت
چهار تیم در هر گروه به صورت نوبت‌گردشی در دو مکان متمرکز در جزایر سلیمان با یکدیگر بازی کردند. تیم‌های اول و دوم هر گروه به مرحله نیمه نهایی راه یافتند.

## برنامه مسابقات
| مرحله  | تاریخ        | تاریخ        |
| مرحله  | گروه A       | گروه B       |
| ------ | ------------ | ------------ |
| هفته ۱ | ۳۰ مارس ۲۰۲۵ | ۳۱ مارس ۲۰۲۵ |
| هفته ۲ | ۲ آوریل ۲۰۲۵ | ۳ آوریل ۲۰۲۵ |
| هفته ۳ | ۵ آوریل ۲۰۲۵ | ۶ آوریل ۲۰۲۵ |

## گروه‌ها

### گروه A
| تیم         | بازی | برد | تساوی | باخت | گل‌زده | گل‌خورده | تفاضل‌گل | امتیاز | صلاحیت             |
| ----------- | ---- | --- | ----- | ---- | ----- | ------- | ------- | ------ | ------------------ |
| اوکلند سیتی | ۳    | ۲   | ۱     | ۰    | ۴     | ۱       | ۳+      | ۷      | صعود به مرحله حذفی |
| تیگا اسپورت | ۳    | ۱   | ۱     | ۱    | ۵     | ۵       | ۰       | ۴      | صعود به مرحله حذفی |
| پیرائه      | ۳    | ۱   | ۱     | ۱    | ۲     | ۲       | ۰       | ۴      |                    |
| روا         | ۳    | ۰   | ۱     | ۲    | ۳     | ۶       | ۳−      | ۱      |                    |

| تیگا اسپورت | ۴–۲   | روا |
| ----------- | ----- | --- |
|             | گزارش |     |

| اوکلند سیتی | ۱–۰   | پیرائه |
| ----------- | ----- | ------ |
|             | گزارش |        |

| روا | ۰–۱   | پیرائه |
| --- | ----- | ------ |
|     | گزارش |        |

| اوکلند سیتی | ۲–۰   | تیگا اسپورت |
| ----------- | ----- | ----------- |
|             | گزارش |             |

| پیرائه | ۱–۱   | تیگا اسپورت |
| ------ | ----- | ----------- |
|        | گزارش |             |

| روا | ۱–۱   | اوکلند سیتی |
| --- | ----- | ----------- |
|     | گزارش |             |

### گروه B
| تیم              | بازی | برد | تساوی | باخت | گل‌زده | گل‌خورده | تفاضل‌گل | امتیاز | صلاحیت             |
| ---------------- | ---- | --- | ----- | ---- | ----- | ------- | ------- | ------ | ------------------ |
| هیکاری یونایتد   | ۳    | ۲   | ۱     | ۰    | ۱۳    | ۱       | ۱۲+     | ۷      | صعود به مرحله حذفی |
| ایفیرا بلک برد   | ۳    | ۱   | ۲     | ۰    | ۵     | ۲       | ۳+      | ۵      | صعود به مرحله حذفی |
| سنترال کوست (م)  | ۳    | ۱   | ۱     | ۱    | ۸     | ۴       | ۴+      | ۴      |                    |
| توپاپا مارائرنگا | ۳    | ۰   | ۰     | ۳    | ۰     | ۱۹      | ۱۹−     | ۰      |                    |

| ایفیرا بلک برد | ۳–۰   | توپاپا مارائرنگا |
| -------------- | ----- | ---------------- |
|                | گزارش |                  |

| هیکاری یونایتد | ۳–۰   | سنترال کوست |
| -------------- | ----- | ----------- |
|                | گزارش |             |

| ایفیرا بلک برد | ۱–۱   | هیکاری یونایتد |
| -------------- | ----- | -------------- |
|                | گزارش |                |

| سنترال کوست | ۷–۰   | توپاپا مارائرنگا |
| ----------- | ----- | ---------------- |
|             | گزارش |                  |

| توپاپا مارائرنگا | ۰–۹   | هیکاری یونایتد |
| ---------------- | ----- | -------------- |
|                  | گزارش |                |

| سنترال کوست | ۱–۱   | ایفیرا بلک برد |
| ----------- | ----- | -------------- |
|             | گزارش |                |